# Bácsborsód
Bácsborsód (hongrois : Bácsborsód [ˈbaːt͡ʃborʃoːd] ; allemand : Borschod ; croate : Boršot) est une localité hongroise située dans le comitat de Bács-Kiskun.

## Site et localisation

### Topographie et hydrographie
Bácsborsód est une localité du comitat de Bács-Kiskun, située dans la partie nord de la région de la Bácska, sur la rive droite du canal Kígyós de Bokod, à environ 19 kilomètres au sud-est de Baja. Il s'agit d'un village-rue typique implanté en zone de plaine.

## Histoire
Le territoire de Bácsborsód est occupé depuis plusieurs millénaires, comme en témoignent des objets sarmates et celtiques découverts sur place. Même après la conquête hongroise du bassin des Carpates, une importante voie commerciale traversait encore la région.
La localité est mentionnée pour la première fois dans un document écrit en 1333, sous le règne du roi Charles Robert, sous le nom de Borsódszentlőrinc. À cette époque, il s'agissait d'un village doté d'une église, propriété de la famille Becsei. Le nom Borsód dérive du prénom Bors, mais a été ultérieurement associé au mot borsó (« pois ») par analogie linguistique. L'adjonction du préfixe Bács- date de 1897, afin de distinguer la localité des nombreuses autres portant le nom de Borsod.
Pendant l'occupation ottomane, Borsód resta une localité relativement importante. Le registre de la dîme de l'archidiocèse de Kalocsa en 1543 révèle qu'elle versait quatre fois plus d'impôts que la ville de Kalocsa. La population hongroise d'origine fut cependant remplacée à partir de 1572 par des colons sud-slaves.
Au début du XVIIIe siècle, le village était devenu une terre déserte (puszta). En 1697, il passa entre les mains du capitaine de forteresse János Buttler, qui le revendit en 1725 à János Hammerschmidt. La même année, la propriété fut acquise par Dániel et István Latinovics, membres d'une famille noble hongroise. C'est à partir de 1781 que commença une vaste entreprise de repeuplement, avec des colons hongrois.
Les Latinovics soutinrent activement la révolution hongroise de 1848. Après la reddition de Világos, leurs biens furent gravement affectés sur le plan financier. Trois de leurs anciens bâtiments subsistent encore aujourd'hui, dont un château, reconverti en maison de retraite. En revanche, leur ancienne maison paroissiale, située à la périphérie du village, ainsi que leur chapelle funéraire familiale, sont aujourd'hui en ruine.
La localité est aussi connue pour être le lieu de naissance de László Moholy-Nagy (1895–1946), peintre, photographe et théoricien de l'art moderne. Sa maison natale, aujourd'hui en propriété privée, ne se visite pas.
Après la Première Guerre mondiale, Bácsborsód fut brièvement intégrée au Royaume des Serbes, Croates et Slovènes (1918–1921). À la suite de la Seconde Guerre mondiale, en 1946 et 1947, la majorité de ses habitants d'origine allemande furent déportés en Allemagne.
Jusqu'en 1950, la commune faisait partie du comitat de Bács-Bodrog. Sa population s'élevait à 2 717 habitants en 1910 (Hongrois, Allemands, Croates), contre 1 355 en 1990.

## Population

### Minorités culturelles et religieuses
Lors du recensement de 2011, 94,1 % des habitants de Bácsborsód se déclaraient hongrois, 4,4 % allemands, 1,3 % roms, 0,2 % croates et 0,2 % serbes. Environ 5,9 % des personnes interrogées ne se sont pas prononcées. En raison de la possibilité de déclarer plusieurs identités ethniques, la somme des pourcentages peut dépasser 100 %.
Sur le plan religieux, 68,6 % de la population se déclarait catholique romaine, 4,5 % réformée, 0,1 % évangélique, 0,1 % israélite, et 11,9 % sans confession. 14,6 % des habitants n'ont pas répondu à la question.
Selon les données du recensement de 2022, la part des Hongrois était de 94 %, celle des Allemands de 2,4 %, suivie par les Croates (0,8 %), les Roms (0,5 %), les Bulgare (0,3 %), ainsi que les Arméniens, Roumains et Serbes (0,1 % chacun). Environ 1,2 % de la population se déclarait d'une autre nationalité non autochtone, et 5,8 % n'ont pas souhaité répondre.
Du point de vue religieux, 46,5 % des habitants se disaient catholiques romains, 3,5 % réformés, 0,4 % gréco-catholiques, 0,3 % évangéliques, 0,1 % israélites, 0,8 % autres chrétiens, 1,5 % autres catholiques, et 18,9 % se déclaraient sans confession. Le taux de non-réponse s'élevait à 28 %.

## Équipements

### Réseaux extra-urbains
Bácsborsódest entourée par plusieurs autres localités du côté hongrois de la frontière : Bácsbokod au nord, Bácsalmás au nord-est, Madaras et Katymár au sud-est, Gara au sud-ouest, et Vaskút au nord-ouest.
La localité est accessible par la route depuis trois directions principales : via Bácsbokod ou Gara par la route 5505, et via Katymár par la route 5508.
Elle est traversée au nord par la ligne ferroviaire Bátaszék–Kiskunhalas, mais ne dispose pas de gare propre. Le point de correspondance le plus proche est la gare de Bácsbokod–Bácsborsód, située à environ 1,5 à 2 kilomètres au nord du centre de la localité.

## Patrimoine local

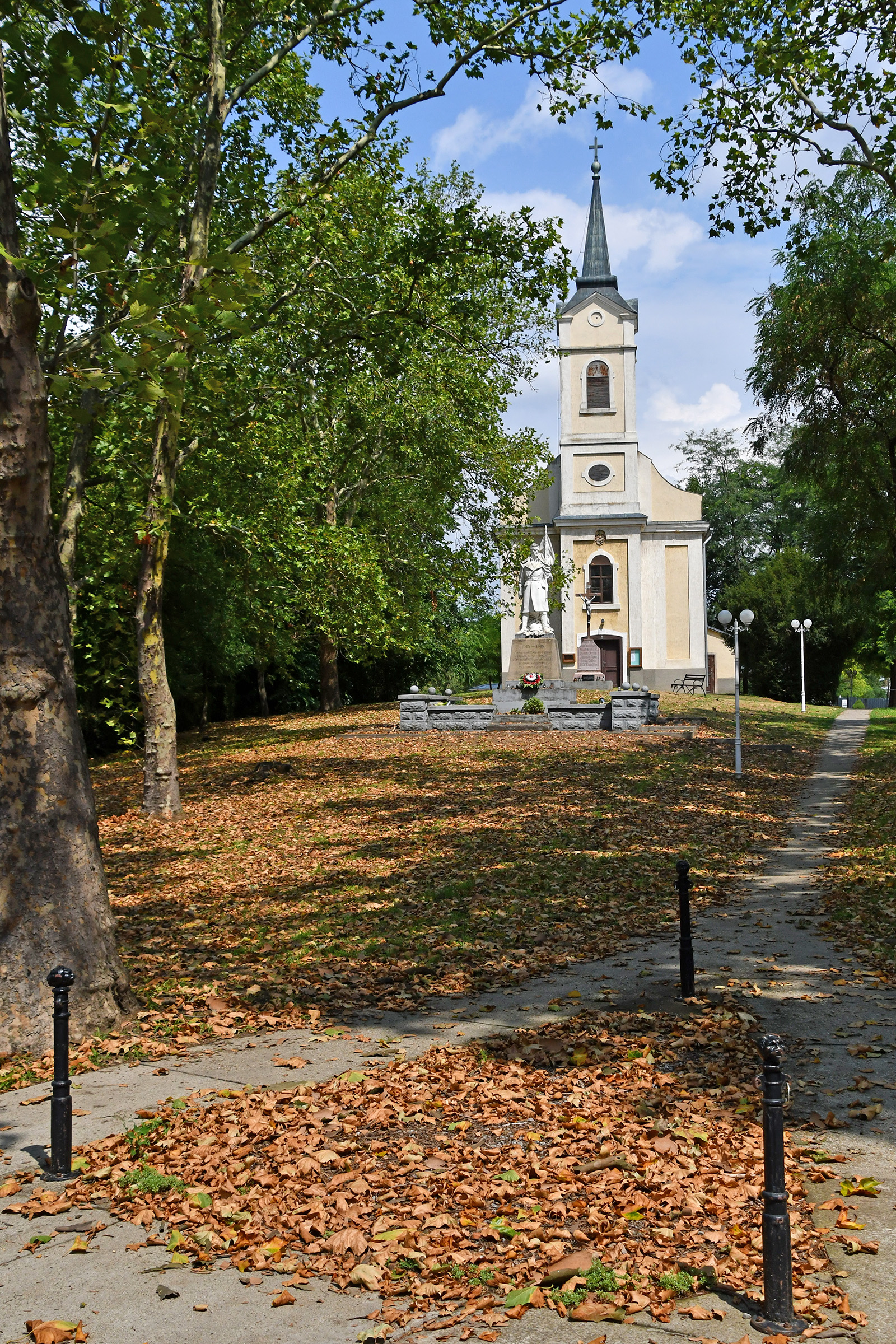
L'église catholique romaine.

Parmi les monuments les plus remarquables de Bácsborsód figure le château Latinovits–Pucher–Schumacher–Sauerborn, connu comme l’ancienne résidence de Frigyes Latinovits. Construit dans un style baroque en 1767, il fut remanié au cours de la première moitié du XIXe siècle.
La commune abrite également une église catholique romaine de style baroque tardif, érigée en 1781, qui constitue un autre élément important du patrimoine architectural local.

## Personnalités liées à la localité

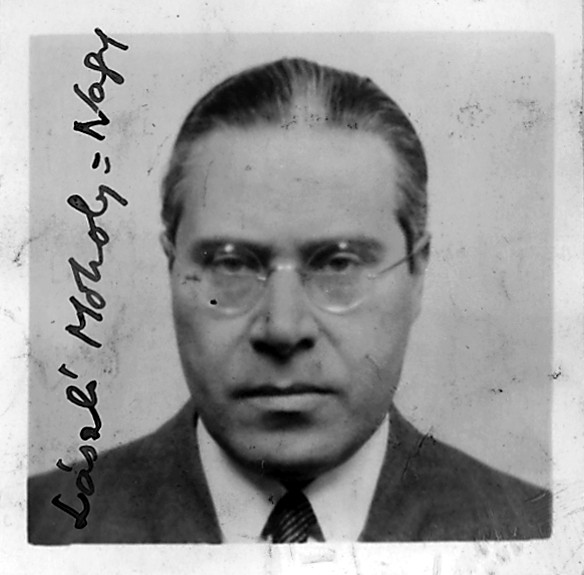
Le grand designer hongrois László Moholy-Nagy.

La localité est le lieu de naissance de László Moholy-Nagy (1895–1946), figure majeure du modernisme hongrois. Né à Bácsborsód le 20 juillet 1895, il fut peintre, graphiste, photographe, designer industriel et théoricien de l’art. Son œuvre et son enseignement, notamment au sein du ', ont profondément influencé l’esthétique du XXe siècle.
Bácsborsód fut également le lieu de service de Antal Müller, prêtre catholique romain et conseiller archiépiscopal, qui y exerça son ministère de 1954 jusqu’à sa mort.